# Сорочья Гора

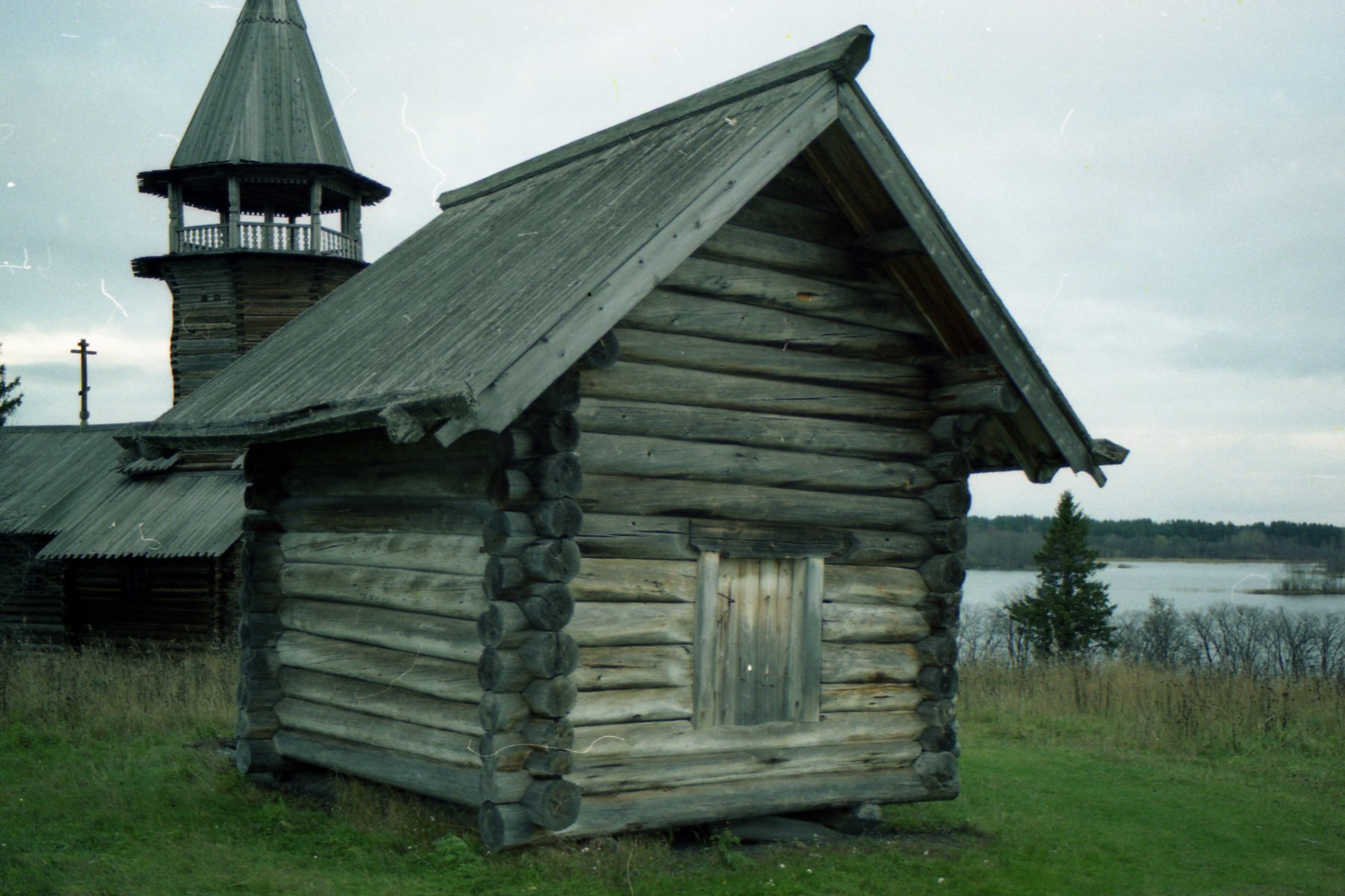
Амбар из деревни Сорочья Гора в музее-заповеднике «Кижи»

Соро́чья Гора́ (карел. Harakkumägi) — деревня в составе Коверского сельского поселения Олонецкого национального района Республики Карелия.

## Общие сведения
Расположена на северо-восточном берегу озера Тулосъярви.

## Население
Численность населения в 1905 году составляла 68 человек.
| 2002 | 2009 | 2010 | 2013 |
| ---- | ---- | ---- | ---- |
| 0    | →0   | →0   | →0   |

## Интересные факты
Памятник архитектуры — амбар Семёновой из деревни Сорочья Гора был перенесен в музей-заповедник «Кижи».